# Carlos Ferreyros
Carlos Francisco Hipólito Ferreyros y Senra, más conocido como Carlos Ferreyros (Lima, 12 de agosto de 1843-Lima, 5 de febrero de 1910)  fue un militar y político peruano, comandante de la Marina de Guerra del Perú. Participó en la guerra del Pacífico, destacándose durante la campaña naval sirviendo a bordo de la cañonera Pilcomayo. Tras la guerra, incursionó en política, como miembro del Partido Civil. Fue senador por Huánuco, de 1907 hasta su fallecimiento en 1910, y llegó a ser segundo vicepresidente del senado.

## Biografía

### Nacimiento
Hijo de Manuel Bartolomé Ferreyros de la Mata, político y diplomático, y de María Josefa Basilia de Senra y Echevarría, nació en la ciudad de Lima y fue bautizado como Carlos Francisco Hipólito.

### Carrera naval
Culminados sus estudios, ingresó al Colegio Naval, a la edad quince años, como guardiamarina cursante, siguiendo los pasos de su hermano mayor Manuel Ferreyros, uno de los “cuatros ases de la Marina” de esa época (los otros eran Miguel Grau, Aurelio García y García y Lizardo Montero).
En octubre de 1860 egresó como guardiamarina y pasó a servir a bordo de la fragata Amazonas. En noviembre de 1861 viajó a Inglaterra, formando parte de la comisión encargada de supervisar la construcción de cuatro vapores fluviales destinados para la amazonía, regresando a bordo de uno de ellos, bautizado como Morona.
En 1864 ascendió a alférez de fragata y en 1865 a teniente primero. En ese lapso sirvió sucesivamente en el Tumbes, el Loa y el General Lerzundi.

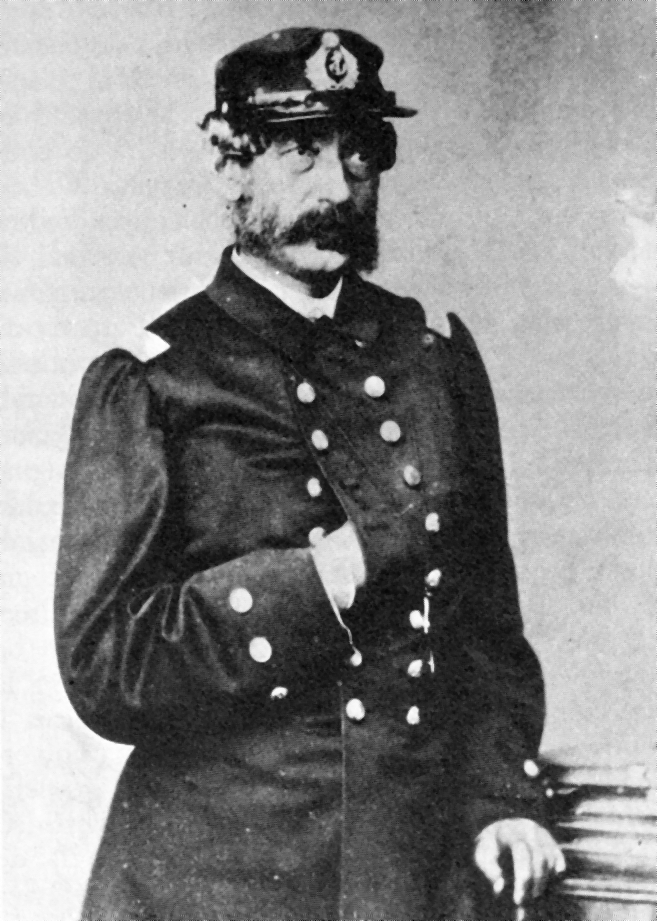
Fotografía de Carlos Ferreyros. Estudio Courret.

Durante el guerra contra España, participó en el Combate de Abtao, librado el 7 de febrero de 1866, sirviendo en la fragata América. En esta acción naval, la flota peruano-chilena hizo retroceder a la escuadra española. El hermano mayor de Carlos, Manuel Ferreyros, comandó la América, que realizó «los tiros mas certeros, de más alcance y de más efecto», como señaló el propio jefe de la escuadra española.
Separado temporalmente del servicio, junto con otros marinos, a consecuencia de la protesta contra la elección del estadounidense John R. Tucker como jefe de la escuadra, se reintegró a la Marina en 1868, como segundo comandante de la América.
Sirvió en el América, hasta la pérdida de esta nave durante el maremoto de Arica del 13 de agosto de 1868, cuando una enorme ola la arrastró hasta la isla de Alcatraz y luego la varó en el norte de Arica, quedando totalmente inutilizada. Durante este siniestro falleció su hermano menor Eusebio Ferreyros Senra, que servía en la nave como guardiamarina; su cadáver tardó treinta y siete días en ser hallado.
En noviembre de 1868 viajó a los Estados Unidos, como miembro de la dotación encargada de traer a los monitores Manco Cápac y Atahualpa. Fue nombrado segundo comandante de esta última, estando bajo las órdenes de su hermano, el capitán de navío Manuel Ferreyros.
Promovido a capitán de corbeta en 1869, fue ascendido a capitán de fragata en 1870. En este año asumió el mando de la goleta Tumbes.
En julio de 1872, junto con los demás jefes de la Marina, entre los que estaban Miguel Grau y Aurelio García y García, se opuso al golpe de Estado de los coroneles Gutiérrez, apoyando el histórico manifiesto de la Marina de Guerra en contra de la dictadura instalada. En esa ocasión, Ferreyros se embarcó en el monitor Huáscar que estaba al mando de Grau, y marchó hacia los puertos del Sur con comunicaciones del Congreso y de la Marina, condenando el golpe de los Gutiérrez. Fue en parte gracias a la posición firme de la Marina que la revolución de los Gutiérrez acabó en fracaso a los pocos días.
En agosto de 1872 pasó a ser comandante del transporte Chalaco, hasta 1873. Fue capitán del puerto de Cerro Azul y ejerció la capitanía de las islas Chincha.
El 17 de febrero de 1877, se casó en Lima con Rosa Ayulo Mendívil. El 10 de noviembre nació su primogénito Enrique Ferreyros Ayulo.
El 16 de agosto de 1877 ascendió a capitán de navío graduado. En diciembre fue nombrado vocal de la Junta Reformadora de las Ordenanzas Navales.

### Durante la guerra con Chile
Al estallar la guerra con Chile participó en la campaña naval sirviendo a bordo de la pequeña cañonera Pilcomayo, de 600 toneladas, cuyo mando asumió el 24 de abril de 1879. Dicha nave, junto con la corbeta Unión, actuó en el combate naval de Chipana, contra la corbeta chilena Magallanes, de 950 toneladas. Fue el primer encuentro naval de la guerra y tuvo lugar el 12 de abril de 1879, resultando en un tiroteo sin mayores consecuencias.
El 4 de julio de ese mismo año, Ferreyros, como capitán de navío y comandante de la Pilcomayo, partió de Arica rumbo a Pisagua, custodiando al transporte Oroya. Luego ingresó en aguas chilenas, donde ejecutó una brillante acción naval, el día 6 de julio: llegó a Tocopilla (sur de Iquique), incendió 13 lanchas y hundió al bergantín chileno Matilde Ramos, previo desembarco de su tripulación. Más aún, desembarcó tropas en el puerto para aprovisionarse de carbón, anunciando de antemano que no bombardearía la población si no era provocado.  Terminada su temeraria labor, y ya saliendo de Tocopilla, la Pilcomayo fue descubierta por el navío blindado chileno Blanco Encalada, superior en velocidad, de la que logró escapar tras 20 horas de persecución, llegando a Arica sin daño alguno.
La acción de Ferreyros causó desazón en Chile, que contaba con una marina superior en número y poderío a su par peruano, y con la que confiaba obtener la victoria en corto tiempo. Sin embargo, debido a las acciones de los marinos peruanos (con Grau a la cabeza), la guerra se prolongaba más de lo debido. El historiador venezolano Jacinto López dice sobre aquella hazaña de la Pilcomayo:

“La frágil cañonera peruana “Pilcomayo” había puesto en irrisión el poder de la escuadra chilena; había probado que el dominio del mar era cuestionable; se había burlado de los buques chilenos del bloqueo, pasando impunemente por Iquique, llegando casi hasta Cobija, es decir, que había ignorado con heroico desdén, el señorío de los acorazados chilenos que en Antofagasta e Iquique se habían erigido en dueños absolutos de esas aguas…”

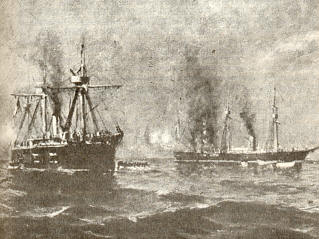
Captura de la cañonera Pilcomayo.

El 17 de noviembre de 1879,  la Pilcomayo, la Unión y el transporte Chalaco regresaban al Callao por orden del presidente peruano. Sin embargo, el 18 de noviembre fueron emboscados por la escuadra chilena, y la Pilcomayo fue perseguida y capturada, mientras que las otras dos naves peruanas lograron escapar. Ferreyros quiso incendiar y hundir la cañonera, pero los chilenos del acorazado Blanco Encalada abordaron la nave y evitaron a tiempo su colapso.
Ferreyros y su tripulación pasaron a Chile como prisioneros de guerra, siendo confinados en San Bernardo,  mientras que la cañonera pasó a engrosar la marina chilena. La noticia de la captura de la Pilcomayo fue saludada con alborozo en Chile.
En diciembre de 1879, Ferreyros retornó al Perú mediante un canje de prisioneros.Se le siguió un juicio sumario por la pérdida de la cañonera, siendo absuelto el 31 de julio de 1880.
Luego participó en la defensa de Lima, formando parte de la comitiva del dictador Nicolás de Piérola y luchando en las batallas de San Juan y Miraflores, libradas en enero de 1881.
El 15 de enero de 1890 se le expidió cédula de licencia indefinida.

### Carrera política
Concluida su carrera militar, en 1888 fue designado miembro de la Sociedad de Beneficencia Pública de Lima, la que presidió entre 1894 y 1896.
Fue prefecto de los departamentos de Lambayeque y La Libertad, y de la provincia constitucional del Callao. También fue director general de Correos y Telégrafos, en 1901.
Integró la reunión reorganizadora del Partido Civil, realizada el 10 de mayo de 1896, siendo elegido miembro de su nuevo Comité Directivo, que a la postre llevó al poder a Manuel Candamo, elegido presidente del Perú en 1903.
En 1907 fue elegido Senador por Huánuco por el Partido Civil. Por entonces, el civilista José Pardo y Barreda desempeñaba su primer gobierno.
Junto con su colega Juan José Reinoso, Ferreyros respaldó en 1907 el proyecto del senador Juan C. Peralta de crear un Ministerio de Marina, desligado del de Guerra, proyecto que no prosperó. En 1909 fue elegido segundo vicepresidente del Senado, siendo Ántero Aspíllaga el presidente de dicha cámara.
Falleció el 6 de febrero de 1910, en el balneario de Chorrillos, a la edad de 66 años. 

## Descendencia
Estuvo casado con Rosa Ayulo Mendivil, con quien tuvo varios hijos. De entre ellos destacaron Enrique Ferreyros Ayulo (1877-1932), Manuel Ferreyros Ayulo (1880-1959); y Alfredo Ferreyros Ayulo (1887-1958).
Su primogénito, Enrique Ferreyros Ayulo, fundó en 1922 la firma comercial “Enrique Ferreyros Cía. Sociedad en comandita”, en sociedad con sus hermanos Manuel y Alfredo, más otros socios que aportaron capitales. Con el paso de los años, la Casa Ferreyros se convirtió en una de las empresas más importantes del Perú, dedicada a la importación, distribución, venta, arrendamiento y mantenimiento de equipos, vehículos y maquinarias de construcción, minería, agricultura y transporte. Actualmente es un conglomerado de empresas bajo el nombre de Ferreycorp.
Es de mencionar también sus dos hijas, Rosa Ferreyros Ayulo, nacida en 1879 y que falleció en 1976 a la avanzada edad de 97 años; y María Isabel Ferreyros Ayulo, nacida en 1883 y casada con Enrique Swayne Argote, diputado por Cañete.
Su viuda Rosa Ayulo llegó hasta la avanzada edad de 102 años, falleciendo en 6 de octubre de 1957. Hasta sus últimos años conservó buena salud y lucidez mental, e incluso fue entrevistada por el diario El Comercio con motivo de sus cien años de onomástico.